# 1603 год в музыке

## События
- Опубликована 4-я книга мадригалов Монтеверди

## Родились
- Франческо Фоджа (итал. Francesco Foggia, крещён 17 ноября), итальянский барочный композитор, органист и музыкальный педагог (умер 8 января 1688 года)

## Скончались
- 4 июля — Филипп де Монте (Philippe de Monte) — фламандский композитор (родился ок. 1521)